# Richard Knolles
Richard Knolles (¿1550? -1610) fue un historiador inglés del Renacimiento. Estudió en la Universidad de Oxford, siendo con posterioridad maestro de la escuela de gramática en Sandwich. Es conocido y apreciado en la literatura en lengua inglesa por su monumental The Generall Historie of the Turkes. From the First Beginning of that Nation (Historia General de los Turcos), publicada por vez primera en 1603, y que es una magna obra de más de 1200 páginas in-folio, de escaso valor como fuente historiográfica, pero muy estimada por su espléndido estilo, ornado con fantásticos y coloristas detalles. Aunque Knolles cita gran cantidad de fuentes para su libro, la principal parece haber sido Vitae et Icones Sultanorum Turcicorum de Boissard. El libro de Knolles tuvo numerosas ediciones y fue altamente apreciado por gran cantidad de escritores en inglés desde el Doctor Johnson hasta Lord Byron. Hubo una continuación de la obra hasta 1700 por Paul Rycaut.